# アンドリス・ネルソンス
アンドリス・ネルソンス（Andris Nelsons, 1978年11月18日 - ）は、ラトビア出身の指揮者。

## 人物・来歴
ソビエト連邦時代のラトビアのリガ生まれ。音楽家の両親のもとに育ち、ピアノ、トランペット、歌唱を学ぶ。ラトビア国立歌劇場管弦楽団の首席トランペット奏者に就任。アレクサンドル・ティトフ、ネーメ・ヤルヴィ、ヨルマ・パヌラ、マリス・ヤンソンスより指揮を学ぶ。
2003年から2007年の間、ラトビア国立歌劇場の首席指揮者に就任。2006年から2009年の間、北西ドイツ・フィルハーモニー管弦楽団の首席指揮者に就任。2008年より2015年までバーミンガム市交響楽団の音楽監督
、2014年よりボストン交響楽団の音楽監督、2018年よりライプツィヒ・ゲヴァントハウス管弦楽団のカペルマイスター。
ロイヤル・コンセルトヘボウ管弦楽団、チューリッヒ・トーンハレ管弦楽団、バイエルン放送交響楽団、ベルリン国立歌劇場管弦楽団、フランス国立管弦楽団、ピッツバーグ交響楽団、ケルンWDR交響楽団、オスロ・フィルハーモニー管弦楽団、フィルハーモニア管弦楽団、ウィーン交響楽団、シュターツカペレ・ドレスデン、ライプツィヒ・ゲヴァントハウス管弦楽団、ロンドン交響楽団、ベルリン・フィルハーモニー管弦楽団などへ客演。
オペラ上演では、2008年6月、ウィーン国立歌劇場にてチャイコフスキー「スペードの女王」を指揮する。その後、同歌劇場にてプッチーニ「蝶々夫人」「トスカ」、ビゼー「カルメン」を指揮する。ロイヤル・オペラ・ハウスにて、プッチーニ「ラ・ボエーム」を指揮する。2009年10月、メトロポリタン歌劇場において、プッチーニ「トゥーランドット」を指揮する。
バーミンガム市交響楽団と共に、2009年夏にBBCプロムス、2010年夏にルツェルン音楽祭へ出演。2009年8月にはカメラータ・ザルツブルクと共にザルツブルク音楽祭へ出演。
2010年夏、バイロイト音楽祭において、ワーグナーの「ローエングリン」を指揮する。10月、ベルリン・フィルハーモニーの定期演奏会に客演。
2010年11月、療養中の小澤征爾の代役として、ウィーン・フィルハーモニー管弦楽団の演奏会、および日本公演の指揮者を務めた。2011年春、「東京・春・音楽祭 - 東京のオペラの森」において、NHK交響楽団を指揮してワーグナーの「ローエングリン」を演奏会形式にて上演する予定であったが、東日本大震災の影響で中止となった。
2011年にラトビア出身のソプラノ歌手クリスティーネ・オポライスと結婚し、一女がいるが、2018年3月に離婚を発表している。
2011年3月にジェームズ・レヴァインの代役としてボストン交響楽団のカーネギー・ホールでの演奏会（演目：マーラーの交響曲第9番）で客演し、その後2012年7月にタングルウッドで、2013年にはシンフォニー・ホールで客演、2014年からは同楽団の音楽監督に就任し、契約は当初5年であったが自動更新を含む8年契約となったと発表（2015年8月付）。2024年ボストン交響楽団と音楽監督の契約を期限なしで更改した。
2018年2月からライプツィヒ・ゲヴァントハウス管弦楽団の楽長（カペルマイスター）に就任。2020年のウィーンフィル・ニューイヤーコンサートで、指揮を務めた。

## 録音歴
バーミンガム市交響楽団とチャイコフスキー、リヒャルト・シュトラウス、ストラヴィンスキーの録音を独・オルフェオレーベルに残しているほか、独・バイエルン放送のレーベルBR-Klassikや蘭・ロイヤル・コンセルトヘボウ管弦楽団のレーベルでも録音がある。また、ボストン交響楽団とのショスタコーヴィチ作品を録音したシリーズ「スターリンの影の下で（Under Stalin's Shadow）」（ドイツ・グラモフォン）は、交響曲第10番の録音盤が2015年に、交響曲第5番・第8番・第9番の録音盤が2016年にそれぞれグラミー賞の最優秀オーケストラ・パフォーマンス賞を受賞しているほか、同シリーズ外の交響曲第4番・第11番の録音盤も2018年に同賞を受賞している。2019年には、ウィーンフィルとのベートーヴェン交響曲全集を同じくドイツ・グラモフォンで発売した。